# هرمان مارس
 هرمان مارس (آلمانی: Herman March؛ زاده ۱۸۷۸ درگذشته ۱۹۵۳) یک ریاضی‌دان، و فیزیک‌دان اهل آلمان-ایالات متحده آمریکا بود.